# 凱納里
50°18′23″N 31°52′43″E / 50.30639°N 31.87861°E
凱納里（烏克蘭語：Кайнари）是位於烏克蘭北部的村莊，由基辅州鲍里斯皮尔区的亞霍滕市鎮負責管轄。該村始建於1975年，面積0.2平方公里，海拔高度133米，2001年人口111，人口密度每平方公里555人。